# هواردویل (میزوری)
هواردویل (به انگلیسی: Howardville) یک شهر در ایالات متحده آمریکا است که در شهرستان نیو مادرید، میزوری واقع شده‌است. هواردویل ۰٫۶۰ کیلومتر مربع مساحت و ۳۸۳ نفر جمعیت دارد و ۸۹ متر بالاتر از سطح دریا واقع شده‌است.